# 11 Партенопа
11 Партенопа е голям, светъл астероид от основния пояс. Партенопа е открит от Анибал де Гаспарис на 11 май 1850, втория от неговите девет открити астероида. Наречен е на сирена от гръцката митология, основала според легендите град Неапол.
Наблюдавани са две окултации на Партенопа на 12 февруари 1987 и 28 април 2006. На 6 август 2008 по време на перихелийна опозиция, Партенопа ще заблести с видима величина 8,8.